# Hanley
 (mai 2018).
Si vous disposez d'ouvrages ou d'articles de référence ou si vous connaissez des sites web de qualité traitant du thème abordé ici, merci de compléter l'article en donnant les références utiles à sa vérifiabilité et en les liant à la section « Notes et références ».
Pour les articles homonymes, voir Hanley (homonymie).
Hanley est une ville anglaise qui a fusionné avec cinq autres communes en 1910 pour former Stoke-on-Trent, dans le Staffordshire. Elle y occupe la place de centre-ville.
Parmi les gens qui y sont nés se trouvent Edward Smith, commandant dans la marine marchande réputé au début du XXe siècle, mort dans le naufrage du Titanic en 1912, ainsi que Sir Stanley Matthews, un footballeur ayant evolué pour Stoke City et Blackpool du début des années 1930 jusqu'à la fin des années 1960, ainsi que pour l'Angleterre. Ainsi que Hilda Ormsby, universitaire et géographe britannique, première femme à siéger au conseil de l'Institute of British Geographers.